# Отреп
Отреп (фр. Autreppes) насеље је и општина у североисточној Француској у региону Пикардија, у департману Ен (Пикардија) која припада префектури Вервен.
По подацима из 2011. године у општини је живело 184 становника, а густина насељености је износила 27,14 становника/km². Општина се простире на површини од 6,78 km². Налази се на средњој надморској висини од 121 метар (максималној 201 m, а минималној 117 m).

## Демографија
| 1962. | 1968. | 1975. | 1982. | 1990. | 1999. | 2011. |
| ----- | ----- | ----- | ----- | ----- | ----- | ----- |
| 184   | 232   | 216   | 184   | 150   | 142   | 184   |

График промене броја становника у току последњих година